# St. Laurentius (Ilmendorf)

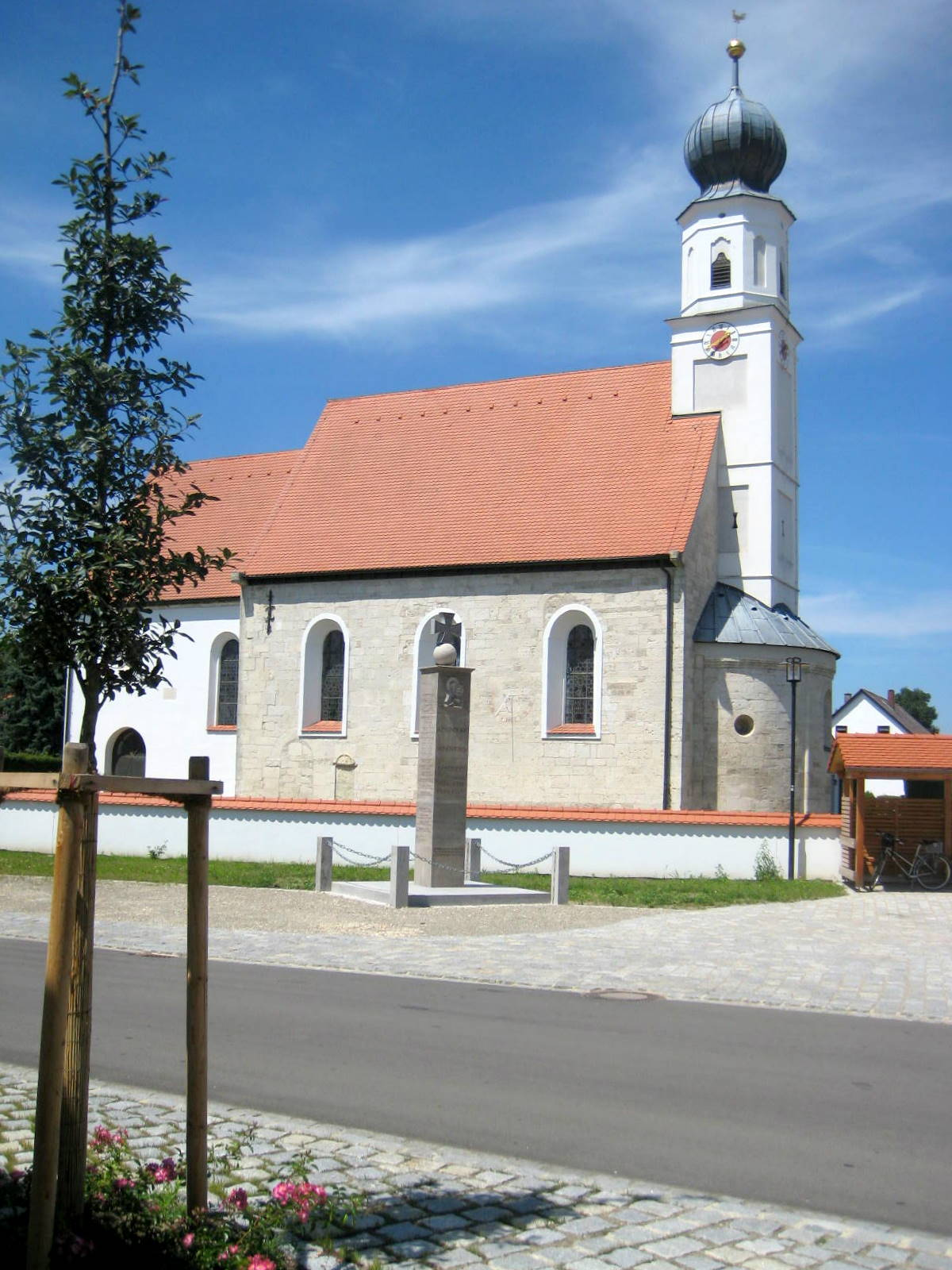
St. Laurentius in Ilmendorf

Die römisch-katholische Expositurkirche St. Laurentius steht in Ilmendorf, einem Gemeindeteil der Stadt Geisenfeld im oberbayerischen Landkreis Pfaffenhofen an der Ilm. Sie ist in der Liste der Baudenkmäler in Geisenfeld als Baudenkmal unter der Nr. D-1-86-122-54 eingetragen. Die Kirche gehört zum Dekanat Geisenfeld-Pförring im Bistum Regensburg. Schutzheiliger der Kirche ist Laurentius von Rom.

## Beschreibung
Die romanische Saalkirche wurde um 1200 erbaut. Sie besteht aus dem 1915 nach Westen verlängerten Langhaus aus Quadermauerwerk und der eingezogenen, halbrunden Apsis im Osten. Der dieser aufgesetzte barocke Kirchturm enthält in seinem achteckigen Obergeschoss den Glockenstuhl mit drei Glocken und ist mit einer Zwiebelhaube bedeckt.
Der Innenraum des Langhauses wurde 1732 nach Erhöhung der Wände mit einem Stichkappengewölbe überspannt. Die Apsis ist innen mit einer muschelförmigen Halbkuppel bedeckt.